# カリフォルニア州の政府
本項ではカリフォルニア州の政府（英: Government of California）について記す。カリフォルニア州は三権分立による民主的共和制を採用している。行政府は州知事とその他の憲法に規定され選挙で選ばれる役人により構成されている。立法府は下院と上院から成るカリフォルニア州議会である。司法府は最高裁判所と下級裁判所で構成されている。また発議権、住民投票、リコールおよび批准（審査）によって有権者の直接政治参加も認めている。
行政は州の機関と委員会を通じて行われ、また郡、市、および教育学区などの特別地区からなる地方政府によって執行される。

## 憲法と法律
カリフォルニア州憲法は世界でも最大級に長い法の集積であり、110頁がある。この長さの原因の一部は憲法修正条項という形を採る有権者発議が多いことによっている。
州憲法の個々の権利に関する規定の多くは、連邦憲法における権利章典よりも広い範囲で捉えられていると解釈されてきた。その良い例が「言論の自由」に関する「プルーンヤード・ショッピングセンター対ロビンズ事件」判決である。これではアメリカ合衆国憲法修正第1条で要求される「言論の自由」よりも広い州憲法解釈がカリフォルニア州裁判所により成された。

## ビッグファイブ
ビッグファイブとはカリフォルニア州政府の州知事、州議会下院議長、下院少数党院内総務、州議会上院仮議長および上院少数党院内総務からなる非公式の機関である。ビッグファイブのメンバーは私的に会合を持ち、議会で課題になっている法案を検討する。カリフォルニア州議会における党員集会の指導者は党の選挙運動資金もコントロールしているので、党員に対して大変大きな影響力を持っている。このためにビッグファイブの会合でも党員の票をバックに影響力を行使できる。もしビッグファイブの5人がある法案を支持すれば、それは成立したに等しくなる。

## 行政府

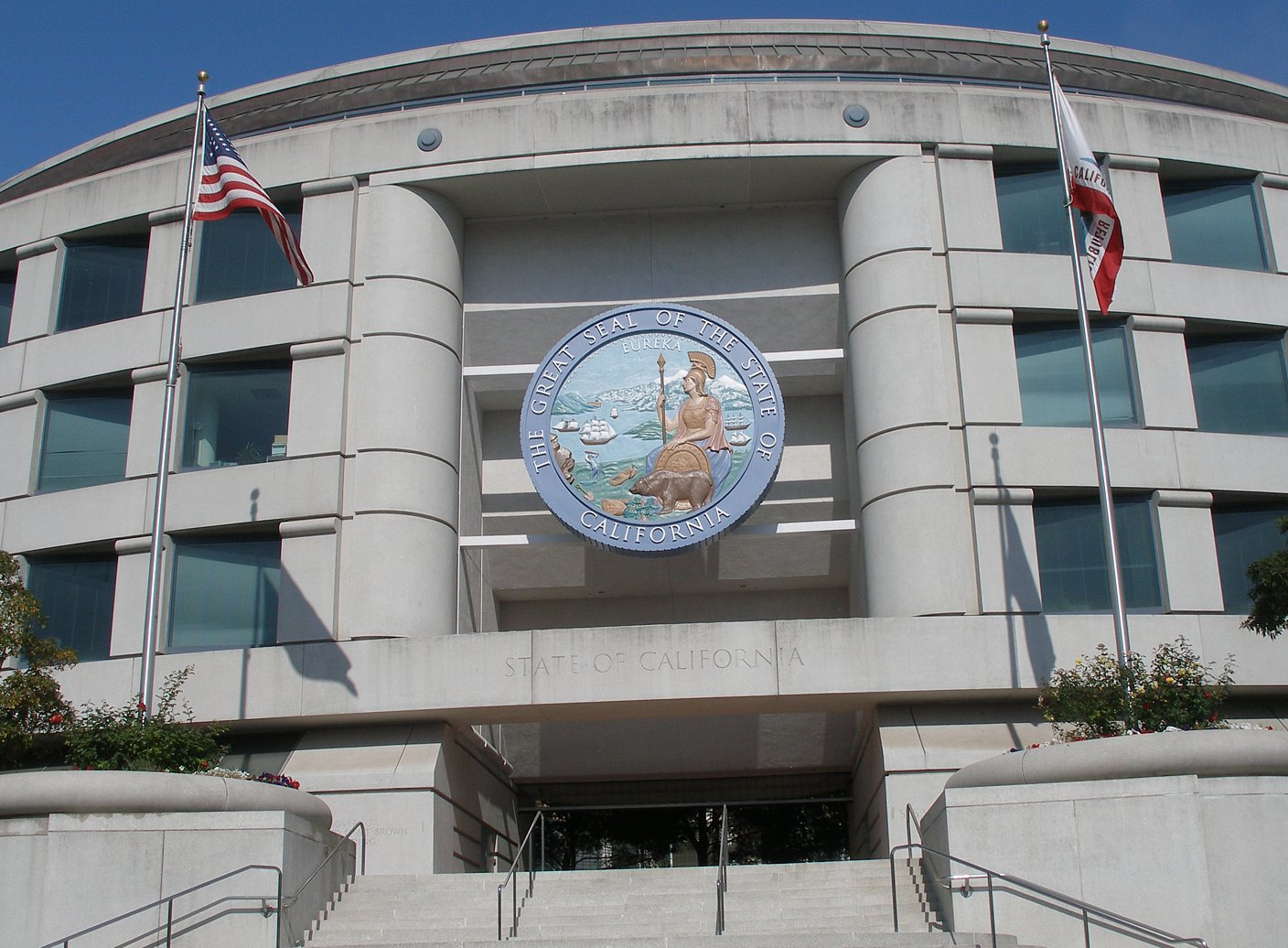
カリフォルニア州公共事業委員会、サンフランシスコに本部がある

カリフォルニア州の行政府は州知事が長である。その他の行政役職として、副知事、検察長官、州務長官、州財務官、州会計検査官、州保険長官、および州公共教育監督官がいる。これらの役職者は4年ごとに同時に行われる選挙で個別に選ばれている。役職者は2期まで務めることが可能である。過去に選挙で選ばれていた会計監査官（1862年に会計検査官となる）、検査長官（1849年-1926年）および最高裁判所事務官は現在無くなっている。
州知事は議会で承認された法案に署名して成立させる権限とこれを拒否する権限がある。これには個別条項拒否権も含まれている。また判事を指名し、有権者による批准に従い、州予算を提案し、毎年教書演説を行い、州兵軍を指揮し、議会による弾劾を受けた者を除いて如何なる犯罪者にも恩赦を与える権限と責務がある。州知事と副知事はカリフォルニア大学理事会の学外役員でもある。
副知事はカリフォルニア州議会上院議長であり、知事が州を離れる時を含め、知事が執務できないときに知事を代行する。知事とは別に選挙されるので、知事と異なる政党から選ばれる可能性がある。2006年では共和党のアーノルド・シュワルツェネッガー知事に対して、民主党のジョン・ガラメンディが副知事が選ばれていた。これは時として興味有るシナリオをうむことがある。民主党のジェリー・ブラウン知事が州を離れていた間に、共和党の副知事マイク・カーブが一時的に代行し、空席になっていた判事を指名し、ブラウンが拒否権を使うか署名していたであろう法案にそれぞれ署名するか拒否権を行使した。

### 州の機関
州政府は数多い部門（department）に組織化されており、その大半は知事に直属する人の数を減らすために、機関（agency）にグループ化されている。例えば、州運輸部と州警察カリフォルニア・ハイウェイ・パトロールは、州事業交通住宅機関に属している。
健康管理部は健康人的サービス機関ではなく、事業交通住宅機関に属している。産業関連部（その任務の中にエレベーターの検査がある）は事業交通住宅機関ではなく、労働労働力開発機関に属している。
一般に閣僚レベルにある機関の長は長官（secretary）と呼ばれ、部門の長は部長（director）と呼ばれる。例外の一つがハイウェイパトロールの長であり、署長（commissioner）と呼ばれている。
州政府機関と部門の大半は州都サクラメント市あるいは市に近いサクラメント郡内に本部を置いている。また大きな機関や部門は州内に地方事務所を置いており、サクラメントの本部に報告している。この例外として著名なものはカリフォルニア州公共事業委員会と産業関連部であり、どちらもサンフランシスコに本部を置いている。

## 立法府

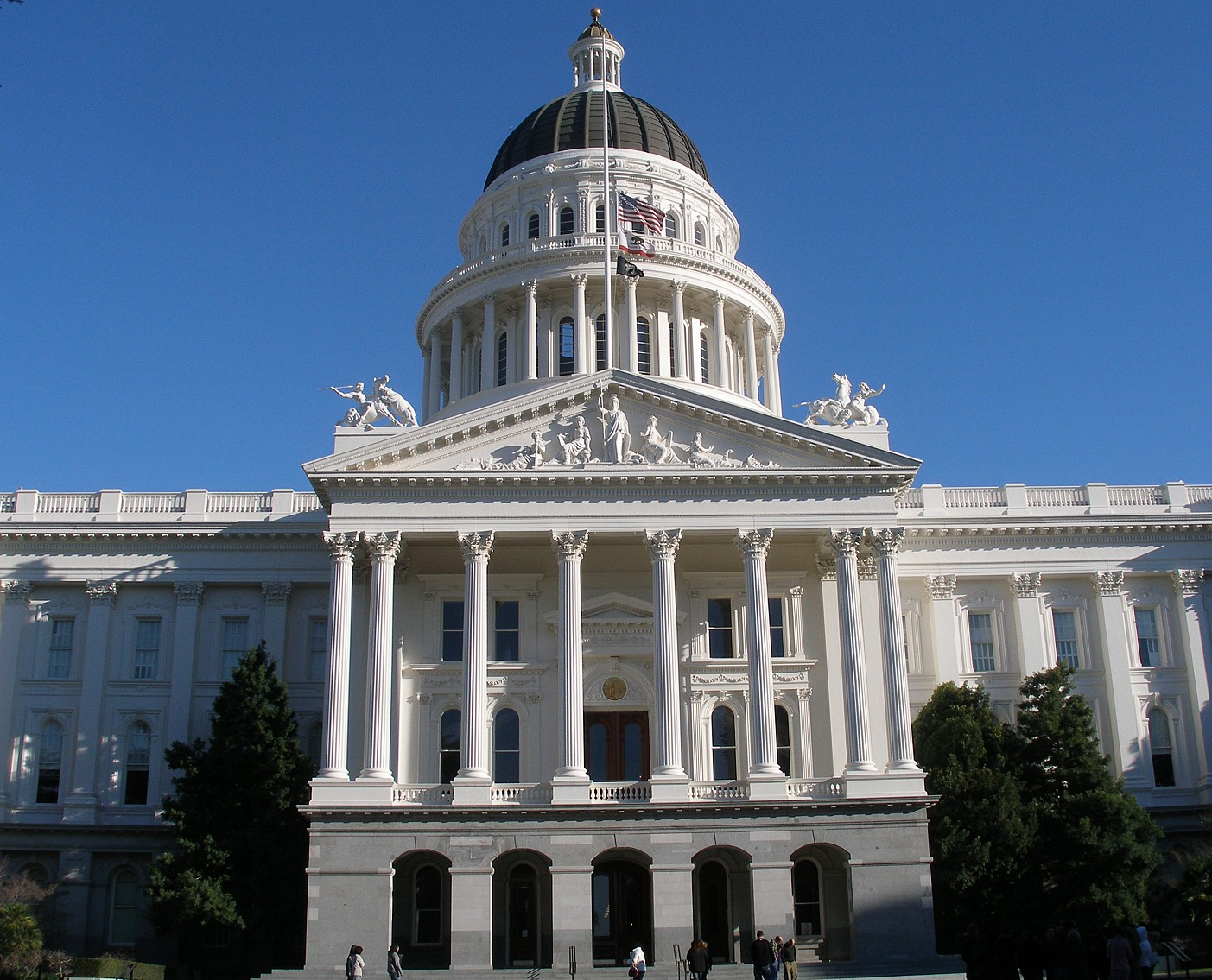
サクラメントにある州議会議事堂

詳細は「カリフォルニア州議会」を参照

### 憲法の根拠
カリフォルニア州における法の基本形態は共和制であり、選挙で選ばれる上院と下院で民主的に治められる。最高法は憲法であり、カリフォルニア州最高裁判所により解釈が与えられる。最高裁判所の判事は州知事によって指名され、次の一般選挙で審査される。憲法は有権者が承認した発議で修正できる。発議は知事、議会あるいは住民請願によって提案される。このことでカリフォルニア州憲法は世界でも最も柔軟な法体系の一つになっている。憲法では州議会の上院と下院による両院制を規定している。

### 選挙区の再編
カリフォルニア州議会はやや異常な選挙区の再編を行う慣習がある。その結果、上下院とも選挙区は1つの政党あるいは別の政党に有利な様に引かれており、選挙で突然政党が入れ替わることが希になっている。

### 州法
1872年、カリフォルニア州はデイビッド・ダドリー・フィールドの指導によりその州法体系化を始めた。カリフォルニア州はその法を名前のついた法典（民法、民事訴訟法など）に体系化したことではニューヨーク州に続いて2番目の州になった。
1840年代より前、あらゆるコモン・ローの司法権の下にある議会では完全に行き当たりばったりで法が成立され、成立順に出版していた。その結果、現在どの法が有効かを判断するために、法律家は最も初期の該当法を見付け、そこから現在まで異なる日付で成立した一連の法の道筋を辿り、どの規定が拡張され、どの規定が廃棄され、どの規定が優先されるかを判断することになる。法体系の利点は、一旦立法者が法体系の修正として法を起案する習慣に慣れれば、法体系の公式コピーがその時有効な法を反映していることである。
この時以来、アメリカ合衆国の全州および連邦政府がカリフォルニア州とニューヨーク州の例に倣い、その法を体系化した。しかし、1つの法を番号付き表題に分けることが好まれている。今日、カリフォルニア州、ニューヨーク州およびテキサス州のみが主題分類に沿った法体系を維持している。
カリフォルニア州法典の多くの条項がアメリカ合衆国全体で有名になってきた。例えば事業と専門職務条項17200（不当競争）、民事訴訟条項425.16（反スラップ特別動議）、刑法187（殺人）、および刑法667と1170.12（三振即アウト法）などである。また連邦法の証拠法はカリフォルニア州の証拠法の成功により影響を受けた。

### 行政府との関係
「抑制と均衡」の仕組みの一部として、議会は執行府の機関が用いる予算、組織および手続に影響する立法権がある。執行府の政策立案委員会に市民を指名する権限と機関の理事として議員を指定する権限もある。知事が行う多くの指名は議会承認の対象である。

## 司法府
カリフォルニア州の司法はアメリカ合衆国の中でも最大の組織になっており、法に関する専門的な訓練を受けた判事が任に当たっている。カリフォルニア州の判事になるためには法律実務を行う認証を受けていなければならない。全体で約1,600人の判事がおり、年間800万件を扱っている。補助員が19,000人おり、検査官や審理人のような判事に「相当」する者が400人いる。
連邦裁判所の場合は判事の総数が840人である。ニューヨーク州やテキサス州は事実上さらに多くの司法府役人がいるが、その大多数は法律家ではなく、法に関わる正式の訓練を受けていない。カリフォルニア州には以前、裁判員が加わる「治安判事」裁判所があったが、1974年にカリフォルニア州最高裁判所が全員一致で、被告人を投獄する可能性がある刑事裁判を法曹界の者ではない者が取り仕切ることは「適正手続」違反であると裁定してから、次第に無くなっていった。
今日カリフォルニア州の司法体系は、最高裁判所（三審）、控訴裁判所（二審）と上位裁判所（一審）の3段階に分かれ、最高裁と控訴裁は上位裁判所の判決を審査する上告裁判所として機能する。裁判官の選別と保有はミズーリプランの修正版の下に行われている。

### 最高裁判所

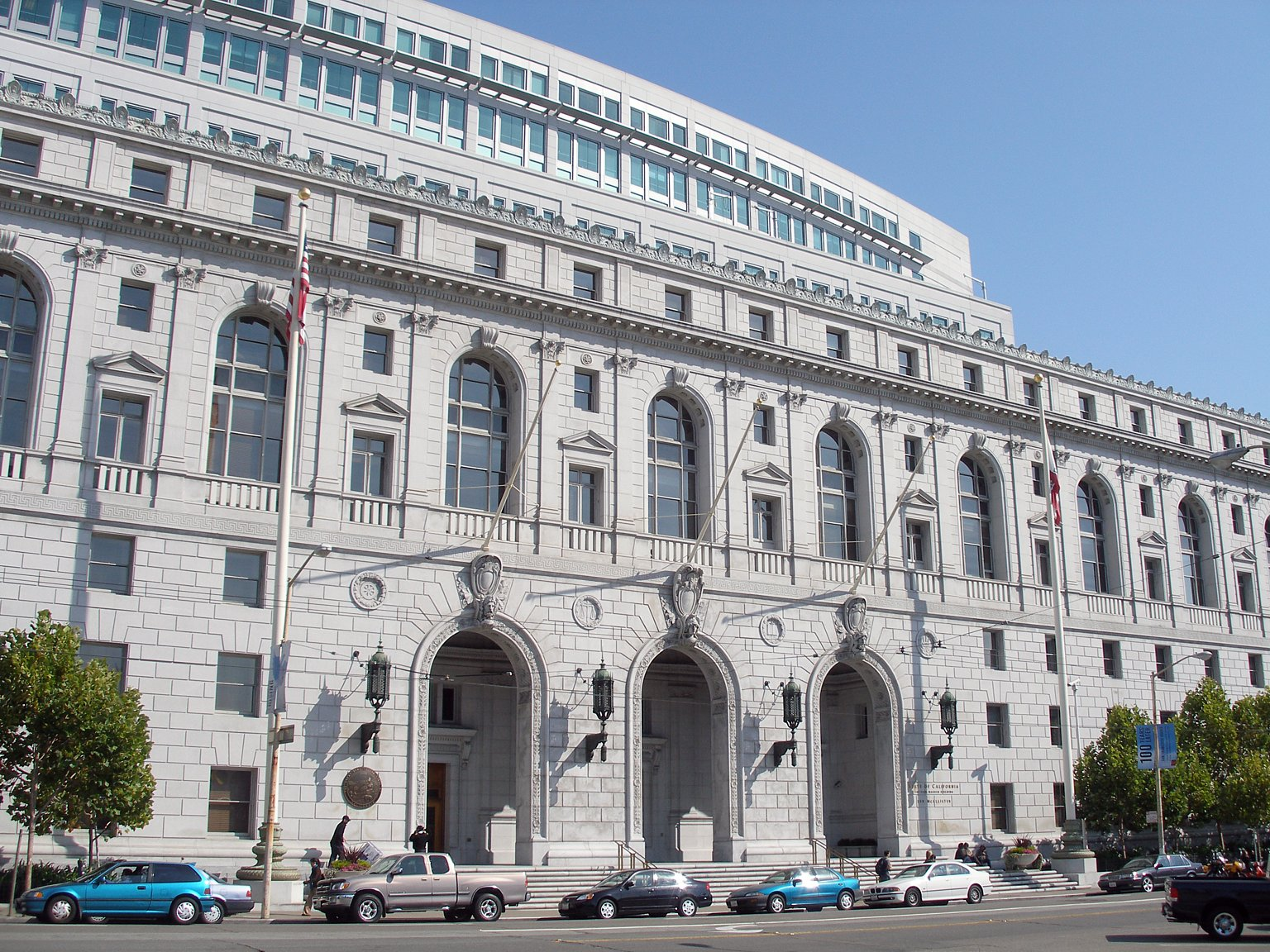
カリフォルニア州最高裁判所、サンフランシスコにある

カリフォルニア州最高裁判所は、首席判事と6人の陪席判事で構成され、知事により指名され、カリフォルニア州判事指名委員会によって確認される。指名の後の一般選挙および12年間の任期の終わり毎に有権者によって審査される。最高裁判所の判決は下級裁判所をすべて拘束する。
最高裁判所は人身保護令状手続など様々な場合に第一裁判権があり、控訴裁判所の判決全ての審査権と第一審で死刑判決が出た場合に自動的に控訴させる権限がある。
最高裁判所は年間約8,800件を取り扱う。ただし大半の場合は審問が裁量に任され、請願の大多数をコメント無しで却下している。毎年100から120の訴訟について聴聞し、完全な意見書を起草している。そのうち約20件は死刑判決の自動控訴である。
最高裁判所はサンフランシスコに本部があり、支部はロサンゼルスとサクラメントにある。3か所の全てで毎年口頭弁論を聴聞している。
最高裁判所はカリフォルニア州司法委員会を通じて下級裁判所を監督している。またカリフォルニア州法廷弁護士会を通じて法律専門職を監督している。弁護士の任命解任は法廷弁護士会の推薦で行われ、その後最高裁判所で定期的に批准されている。カリフォルニア州法廷弁護士会は会員数20万人とアメリカ合衆国の中でも最大であり、そのうち15万人が実際の活動を続けている。

### 控訴裁判所
カリフォルニア州控訴裁判所は1904年の憲法修正によって司法府に追加された。控訴裁判所はサンフランシスコの第一控訴地区、ロサンゼルスの第2控訴地区、サクラメントの第3控訴地区、サンディエゴの第4控訴地区、フレズノの第5控訴地区およびサンノゼの第6控訴地区と計6か所の地区に組織化されている。これらの地区は州内9か所の19の部門に分かれ、205人の判事が務めている。
最高裁判所とは異なり、控訴裁判所はコモン・ローを採用する国の非公式伝統に従い、全ての訴訟当事者は少なくとも1回の控訴を行う権利があるというルールで審査を行う義務がある。このことで実際に年間約16,000件の控訴があり、12,000件の意見書が書かれている。全ての控訴が意見を正当化するほど適切に追求され、あるいはできばえが良いわけではない。
コモン・ローの下で、裁判所の意見自体は先例拘束の原則に従って法的に有効である。しかし、その膨大な負荷のために（判事1年あたり約200件）、控訴裁判所は裁量意見のみを出版するよう選択できる短絡法を認められている。このやり方で意見書を素早く起草し、偶然悪法を作ってしまう恐れ無しに多量の訴訟を処理できている。その意見書の約7％のみが出版され、州法の一部になっている。
控訴裁判所判事は最高裁判所の判事と同様に選別され、確認され、審査されるが、控訴地区の選挙民のみがそこの判事を審査できる。

### 上位裁判所

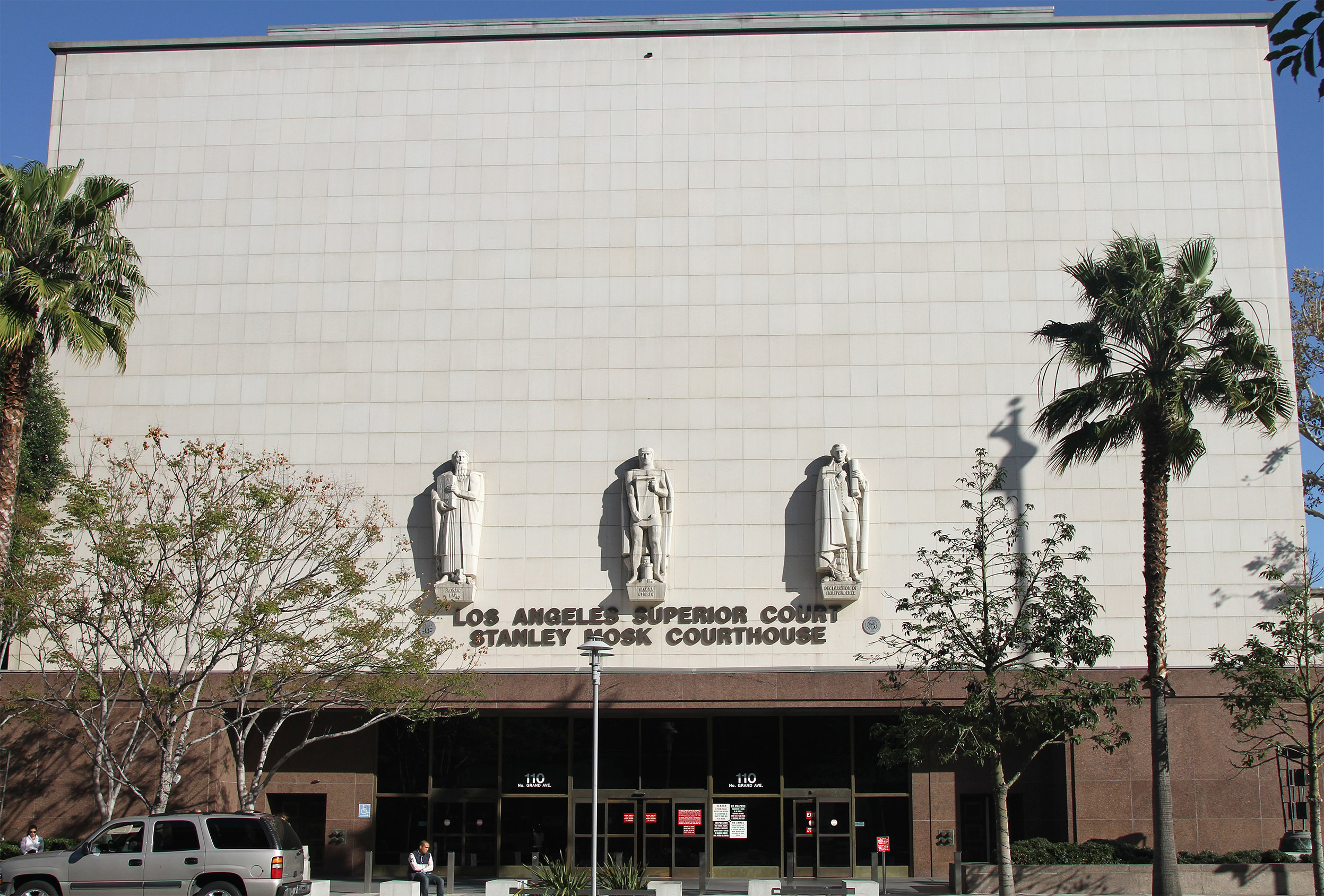
ロサンゼルス郡上位裁判所

カリフォルニア州の58郡それぞれが独自の上位裁判所を持っているので、その総数は58となる。民事事件および刑事事件に対する一般的司法権があるが、政府機関に対する法律で第一裁判権が留保された労災補償のようにある限られた範囲は例外である。
1998年以前、各郡は自治体裁判所あるいは治安裁判所があり、幾らかの訴訟を聴聞させていた。1998年6月、カリフォルニア州は憲法修正命題220を成立させ、各郡には第一審を一つだけ持つべきかを判事に判断させることを認めた。2001年までに58郡全てがその裁判所を単一の上位裁判所に纏めた。
上位裁判所の判事は、その6年任期の間に空席が生まれるか、任期を勤め上げて非党派選挙で郡有権者によって選出されるかした場合に判事候補評価委員会によって照査された後に、知事から指名を受ける。さらに選出された者も指名された者も全ての判事は6年ごとに再選挙の洗礼を受ける。上位裁判所判事は全てカリフォルニア州法廷弁護士会の会員であるか、就任まえに10年間州の中で判事であった者である必要がある。全部で約1,500人の判事がおり、380人の検査官と35人の審理人が補助している。

### 上位裁判所に対する控訴裁判所の優越権
カリフォルニア州において中間にある控訴裁判所の上位裁判所に対する権限は、連邦政府の控訴裁判所の地区裁判所に対する権限とは全く異なっている。
まず、控訴裁判所は全ての新しい法律問題に裁定を下したときに、州内全ての下級上位裁判所を拘束する。しかし、他の控訴地区における訴訟当事者はその控訴裁判所に対し、上位裁判所の逆の裁定を控訴することができ、その控訴裁判所は異なる裁定を行き渡らせる権限がある。このような矛盾が生じると、最高裁判所が審問を受け入れ州全体の裁判所を拘束する単一の裁定を下すまでは、上位裁判所に好みの裁定を選ぶ裁量の余地がある。しかしその上位裁判所がそのような矛盾が生じた1つの控訴地区の中にある場合、控訴裁判所の裁定に従うのが通常である。

## 地方政府
カリフォルニア州は郡に分割されており、郡が法的な州の小区分である。州内には58郡があり、480の都市、約3,400の特別地区と教育学区がある。特別地区は具体的な公共計画と公共設備を有権者のために運営し、「その境界の中で行政的あるいは所有者としての機能を果たすための州の機関」として捉えられている。
地方政府の権限の詳細を支配下に置くために州議会は1963年にサンフランシスコ郡を除く全郡に地方機関結成委員会を創設した。